# James Towers English
James Towers English (22 de febrero de 1782-26 de septiembre de 1819) fue un comandante irlandés de la Legión británica en las guerras de independencia hispanoamericanas.

## Biografía
James Towers English era el hijo de un rico mercante irlandés. En sus comienzos fue proveedor de caballos para el ejército británico hasta que su compañía quedó en bancarrota, entonces tomó un empleo como dependiente en la proveeduría del ejército. En mayo de 1817 se encontró con Luis López Méndez, el representante de Simón Bolívar en Londres. English afirmó ser un teniente de la caballería y fue nombrado capitán del 1.er regimiento de Húsares y zarpó para Venezuela en diciembre de 1817. Peleó con distinción en la batalla de Ortiz el 26 de marzo de 1818, y fue ascendido a Coronel y nombrado segundo al mando de la guardia de honor Británica dirigida por James Rooke.
En mayo de 1818, firmó un contrato con el gobierno patriota para reclutar y equipar una fuerza británica de 1000 hombres, a cambio de lo cual obtendría £50 por cabeza y un rango de general. Pintando una imagen rosa de la paga y las condiciones en América del Sur, tuvo éxito en reclutar entre 1000 y 2000 mercenarios, los cuales zarparon durante los siguientes meses. English regresó a Venezuela y desembarcó en la isla de Margarita a mediados de abril de 1819 donde le fue confirmado el rango de brigadier (general de brigada) y le fue dado el comando de todos los mercenarios extranjeros, como subordinado del general venezolano Rafael Urdaneta.
En julio de 1819 participó en la toma de la fortaleza de El Morro, que protegía la ciudad de Barcelona. Sus tropas saquearon la ciudad, bebieron todo el alcohol disponible y devastaron su sector de la ciudad. El 7 de agosto de 1819 el ejército de Urdaneta intentó tomar Maturín, pero fracasó luego de sufrir graves bajas durante el asalto al fuerte Agua Santa, mientras el general English permanecía en la retaguardia aduciendo enfermedad. Con su autoridad destruida, English fue reemplazado como líder de la Legión Británica por el coronel John Blossett. English se retiró a la isla de Margarita donde murió enfermo y fue enterrado en el cementerio frente a Juan Griego. Su esposa, Mary, siguió residiendo en Colombia, y posteriormente contrajo nuevamente nupcias con el comerciante inglés William Greenup.